# Siødæmningen
Siødæmningen er en 1,4 km lang kombination af dæmning og bro der forbinder Tåsinge og Siø færdiggjort 1960. Broafsnittet som hedder Siøsundbroen, er en 558 m lang lavbro der som den første bro i Danmark blev bygget af store præfabrikerede betonkassedragere. Broen har en bredde på 12,4 m og har 2 vognbaner, cykelsti og fortov. Siødæmningen er en del af primærrute 9, og udgør sammen med Langelandsbroen forbindelsen mellem Langeland og Tåsinge.

## Historie
Skulle man før 1960'erne fra Fyn til Langeland skulle man sejle fra Svendborg til Vindeby på Tåsinge, derefter gik turen over Tåsinge til Vemmenæs hvorfra man sejlede til Rudkøbing.

## Ekstern henvisning
- Storebælt, Siø dæmningen (Webside ikke længere tilgængelig)
- Vejdirektoratet, Siøsundbroen Arkiveret 14. juli 2014 hos  Wayback Machine

|  | Denne artikel om en bygning eller et bygningsværk kan blive bedre, hvis der indsættes et (bedre) billede. Du kan hjælpe ved at afsøge Wikimedia Commons for et passende billede eller lægge et op på Wikimedia Commons med en af de tilladte licenser og indsætte det i artiklen. |

54°57′57.41″N 10°39′17.77″Ø / 54.9659472°N 10.6549361°Ø